# Uroš Pavlovčič
Uroš Pavlovčič (ur. 20 lutego 1972 w Jesenicach) – słoweński narciarz alpejski.

## Kariera
Po raz pierwszy na arenie międzynarodowej pojawił się 19 listopada 1994 roku w Breckenridge, gdzie w zawodach Nor-Am Cup zajął 11. miejsce w slalomie. Nigdy nie wystartował na mistrzostwach świata juniorów.
W zawodach Pucharu Świata zadebiutował 31 października 1999 roku w Tignes, gdzie zajął 22. miejsce w gigancie. Tym samym zdobył pierwsze pucharowe punkty. Na podium zawodów tego cyklu jedyny raz stanął 20 grudnia 2001 roku w Kranjskiej Gorze, kończąc rywalizację w slalomie na trzeciej pozycji. W zawodach tych wyprzedzili go jedynie Fredrik Nyberg ze Szwecji i Austriak Benjamin Raich. W sezonie 2000/2001 zajął 56. miejsce w klasyfikacji generalnej.
Startował w gigancie na igrzyskach w Salt Lake City, ale nie ukończył drugiego przejazdu. Zajął także 21. miejsce w gigancie na mistrzostwach świata w Sankt Anton w 2001 r.

## Osiągnięcia

### Igrzyska olimpijskie
| Miejsce | Dzień     | Rok  | Miejscowość    | Konkurencja | Czas biegu | Strata | Zwycięzca          |
| ------- | --------- | ---- | -------------- | ----------- | ---------- | ------ | ------------------ |
| DNF2    | 21 lutego | 2002 | Salt Lake City | Gigant      | 2:23,28    | -      | Stephan Eberharter |

### Mistrzostwa świata
| Miejsce | Dzień    | Rok  | Miejscowość | Konkurencja | Czas biegu | Strata | Zwycięzca            |
| ------- | -------- | ---- | ----------- | ----------- | ---------- | ------ | -------------------- |
| 21.     | 8 lutego | 2001 | St. Anton   | Gigant      | 2:23,80    | +5,04  | Michael von Grünigen |

### Puchar Świata

#### Miejsca w klasyfikacji generalnej
- sezon 1999/2000: 80.
- sezon 2000/2001: 56.
- sezon 2001/2002: 57.
- sezon 2002/2003: 34.

#### Miejsca na podium
1. Kranjska Gora – 20 grudnia 2001 (slalom) – 3. miejsce